# Ermitage de Braid
L'Ermitage de Braid est une zone située entre les collines de Braid et Blackford Hill. Le Braid Burn le traverse. Il comprend une partie de l'Ermitage de Braid et de la réserve naturelle locale de Blackford Hill, de 60 hectares. La maison est un monument classé de catégorie A.

## Histoire
Le domaine Braid était la propriété de la famille de Brad dont l'un, Henri de Brad, était shérif d'Édimbourg au XIIe siècle. Un château se dressait sur le domaine jusqu'au XVIIIe siècle. Au XVIIIe siècle, le domaine fut acheté par l'avocat Charles Gordon de Cluny (mort en 1814), qui commanda la maison actuelle, connue sous le nom d'Ermitage de Braid ou Hermitage House. La maison a été construite en 1785 par l'architecte d'Édimbourg Robert Burn. Le style crénelé a peut-être été influencé par le travail de Robert Adam. Le fils de Charles Gordon était le soldat et député colonel John Gordon (1776-1858).
En 1937, John McDougal, alors propriétaire de l'Ermitage, fit don du terrain à la ville pour l'utiliser comme parc public. Un pilier dans le parc enregistre le don et l'ouverture ultérieure du parc le 10 juin 1938 par le Lord Provost d'Edimbourg. La maison est maintenant un centre d'accueil de la réserve naturelle et des bureaux du service du patrimoine naturel de la ville d'Édimbourg.